# Pollaplonyx pseudoopacipennis
Pollaplonyx pseudoopacipennis är en skalbaggsart som beskrevs av Keith 2008. Pollaplonyx pseudoopacipennis ingår i släktet Pollaplonyx och familjen Melolonthidae. Inga underarter finns listade i Catalogue of Life.